# 原広明
原 広明（はら ひろあき）は、日本の音楽家、ソングライター、音楽プロデューサー。有限会社SUPA LOVE所属。筆名としてHRKも用いる。

## 来歴
KINGBEESのリーダーとして活動。
1995年、THE BLUE HEARTSのラストアルバム「PAN」に参加。
1997年、梶原徹也、永野かおりとThe 3peaceを結成。1999年、2000年と2年連続でフジロックフェスティバルに出演。2000年には前夜祭のトリを務める。

2000年、日本人初となる南北アメリカ縦断ツアー敢行（アルゼンチン、メキシコ、アメリカ西海岸）・『ミュージック・マガジン』の「日本のロックアルバムベスト10」にて「新しい世界」が選出。ミヤモトヒデオは『CDジャーナル』2000年7月号のレビューにおいて、こう評した。
2001年、イタリア、バスク、スペインをツアー。バスクではBRAHMANと共に廻る。
2002年、「星の無い空の下で」を発売。活動を休止した。
2005年、AAAの3rdシングル「きれいな空」の楽曲提供を機にソングライター、音楽プロデューサーとして活動開始。AKB48グループ関連の作品では筆名をHRKと表記している。
2023年3月、THE GOOD KIDS結成を発表。7月8日、下北沢クラブQueにて開催された、デビューライブを完売で成功させる。

## 提供作品
ET-KING
- 君との日曜日（作曲・編曲）

NMB48
- Lily（作曲・編曲）※HRK名義

HKT48
- 「おしゃべりジュークボックス」（作曲）※HRK名義

オレンジキャラメル
- 眠れる森（作曲）

Do As Infinity　
- feelin'the light（作曲）

東方神起
- Together（作曲）

AAA
- きれいな空（作詞・作曲）
- paradiseparadise（作曲）

乃木坂46
- まあいいか?（作曲・編曲）※作曲のみHRK名義
- その女（作曲）※HRK名義

遊助
- 夢は現状維持（遊助と共作曲、編曲）

LISP（阿澄佳奈・片岡あづさ・原紗友里）
- あなたにVcuum!ちょいやわらかめバージョン（作曲）